# Mike D. Rogers

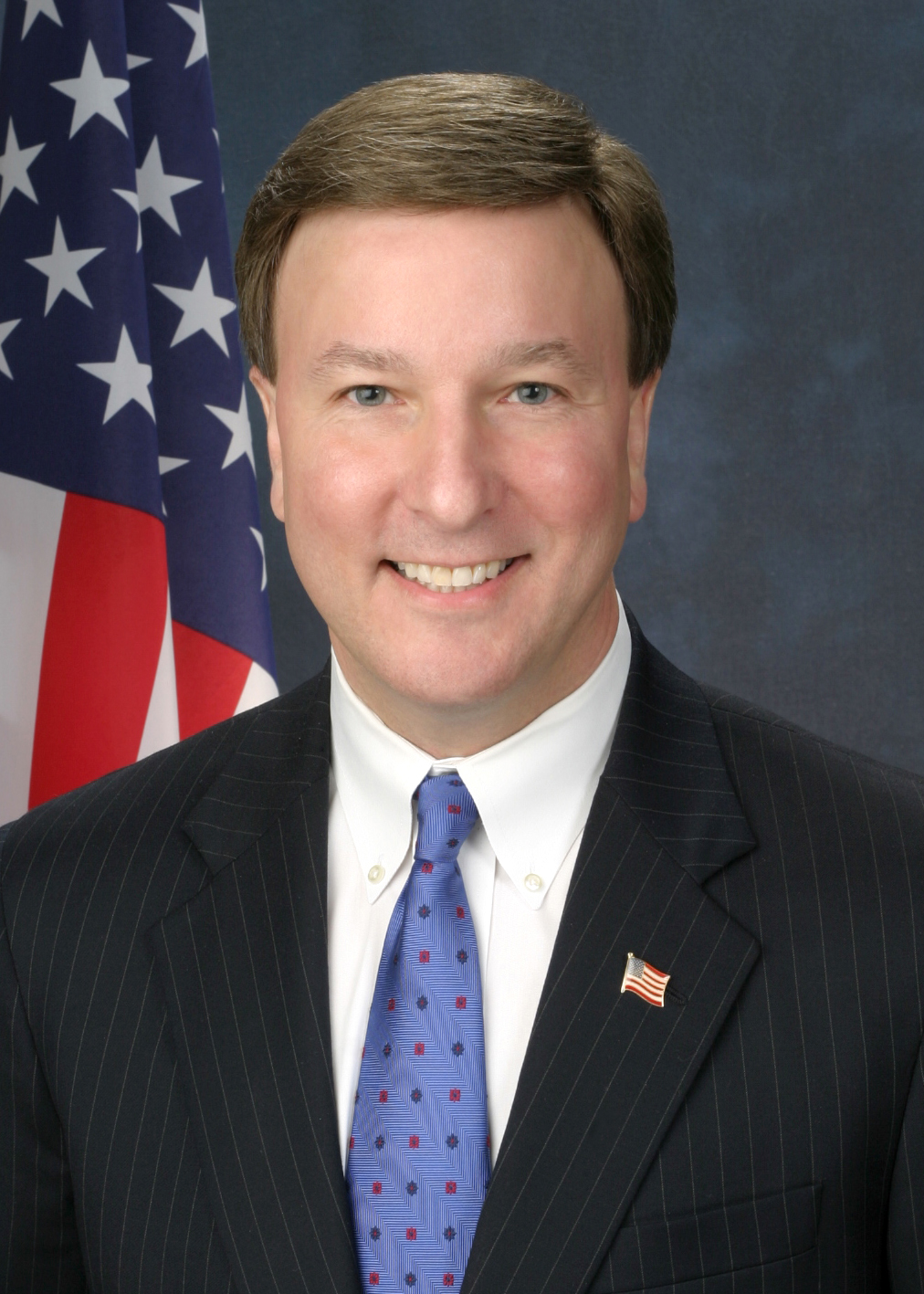
Mike D. Rogers (2005)

Michael Dennis Rogers (* 16. Juli 1958 in Hammond, Lake County, Indiana) ist ein US-amerikanischer Politiker (Republikanische Partei).

## Werdegang
Michael Dennis Rogers graduierte an der Saks High School in Anniston (Alabama). Dann ging er an die Jacksonville State University, wo er 1981 seinen Bachelor of Arts machte und 1984 seinen Master of Public Administration. Seinen Juris Doctor machte er 1991 an der Birmingham School of Law.
Rogers war zwischen 1987 und 1990 Mitglied der Calhoun County Commission. Dann war er zwischen 1994 und 2002 Mitglied im Repräsentantenhaus von Alabama, wo er zwischen 1998 und 2000 Oppositionsführer (Minority Leader) war. Er wurde in den 108. US-Kongress gewählt und in die elf nachfolgenden US-Kongresse wiedergewählt. Er ist seit dem 3. Januar 2003 im US-Repräsentantenhaus tätig, seine derzeitige Amtszeit im 119. Kongress läuft im Januar 2027 aus.

### Kontroversen
Im Januar 2017 reichte Rogers eine Gesetzesvorlage ein, die den Austritt der USA aus der UNO und die Schließung des UNO-Hauptquartiers in New York zum Inhalt hat. Rogers stimmte am 29. Oktober 2019 als einer von 11 Abgeordneten des Repräsentantenhauses gegen die Resolution, die die Ermordung und Deportation der Armenier im Osmanischen Reich als Völkermord klassifizierte.
Er gehörte außerdem zu den Mitgliedern des Repräsentantenhauses, die bei der Auszählung der Wahlmännerstimmen bei der Präsidentschaftswahl 2020 für die Anfechtung des Wahlergebnis stimmten. Präsident Trump hatte wiederholt propagiert, dass es umfangreichen Wahlbetrug gegeben hätte, so dass er sich als Sieger der Wahl sah. Für diese Behauptungen wurden keinerlei glaubhafte Beweise eingebracht. Der Supreme Court wies eine entsprechende Klage mit großer Mehrheit ab, wobei sich auch alle drei von Trump nominierten Richter gegen die Klage stellten.